# Monika Forstinger
Monika Forstinger (* 15. Juli 1963 in Schwanenstadt) ist eine österreichische Unternehmerin und ehemalige Politikerin (FPÖ). Sie war in den Jahren 2000 bis 2002 Infrastrukturministerin.

## Leben
Monika Forstinger besuchte zunächst die Volks- und Hauptschule in Laakirchen, dann die höhere Lehranstalt für wirtschaftliche Berufe in Bad Ischl. Von 1982 bis 1988 studierte sie Landschaftsplanung an der Universität für Bodenkultur Wien (BOKU), 1997 promovierte sie zum Doktor der Bodenkultur.
1988 bis 1990 war sie Vertragsassistentin am Institut für Wasserwirtschaft an der BOKU Wien, danach arbeitete sie beim Amt der oberösterreichischen Landesregierung in der Agrarbezirksbehörde Gmunden. Im September 1991 begann ihre Tätigkeit bei der damals zu SCA gehörenden Papierfabrik Laakirchen in den Bereichen Umweltschutz und PR sowie als Prokuristin.
Von 1993 bis 2000 war sie Vorstandsmitglied des Reinhaltungsverbandes Großraum Laakirchen und Geschäftsführerin der Entsorgungs- und Energieverwertungs GesmbH in Steyrermühl.
1997 begann Forstingers Tätigkeit als Abgeordnete zum Oberösterreichischen Landtag, 2000 wurde sie in Nachfolge Michael Schmids Bundesministerin für Verkehr, Innovation und Technologie (Infrastrukturministerin). Von diesem Amt trat sie am 19. Februar 2002 zurück. Ihr Amtsnachfolger wurde Mathias Reichhold.
Nach ihrem Ausstieg aus der Politik leitet sie seit 2003 eine Beratungsfirma in Roitham am Traunfall.
Im Februar 2018 gab der österreichische Verkehrsminister Norbert Hofer (FPÖ) die Berufung Forstingers in den Aufsichtsrat der ÖBB-Holding AG bekannt, der sich Ende Februar 2018 neu konstituierte und dem sie bis Mai 2020 angehörte. Seit 2018 ist sie außerdem Mitglied des Universitätsrates der Universität für Bodenkultur Wien.